# Крістоф Вліген
Крістоф Вліген (нар. 22 червня 1982) — колишній бельгійський тенісист.
Найвищу одиночну позицію світового рейтингу — 30 місце досяг 30 жовтня 2006, парну — 49 місце — 11 червня 2007 року.
Найвищим досягненням на турнірах Великого шолома було 3 коло в одиночному та парному розрядах.
Завершив кар'єру 2011 року.

## Фінали турнірів ATP за кар'єру

### Одиночний розряд: 2 (2 поразки)
| Легенда                                     |
| ------------------------------------------- |
| Турніри Великого шолома (0–0)               |
| Фінали Світового туру ATP (0–0)             |
| Серія Мастерс 1000 Світового Туру ATP (0–0) |
| Серія 500 Світового туру ATP (0–0)          |
| Серія 250 Світового туру ATP (0–2)          |

| Титули за покриттям |
| ------------------- |
| Тверде (0–1)        |
| Ґрунт (0–1)         |
| Трава (0–0)         |
| Килим (0–0)         |

| Титули за типом корту |
| --------------------- |
| Відкритий (0–2)       |
| Закритий (0–0)        |

| Результат | В-П | Дата     | Турнір              | Рівень           | Покриття | Суперник         | Рахунок       |
| --------- | --- | -------- | ------------------- | ---------------- | -------- | ---------------- | ------------- |
| Поразка   | 0–1 | Січ 2003 | Аделаїда, Австралія | Серія Інтернешнл | Тверде   | Микола Давиденко | 2–6, 6–7(3–7) |
| Поразка   | 0–2 | Тра 2006 | Мюнхен, Німеччина   | Серія Інтернешнл | Ґрунт    | Олів'є Рохус     | 4–6, 2–6      |

### Парний розряд: 2 (2 поразки)
| Легенда                                     |
| ------------------------------------------- |
| Турніри Великого шолома (0–0)               |
| Фінали Світового туру ATP (0–0)             |
| Серія Мастерс 1000 Світового Туру ATP (0–0) |
| Серія 500 Світового туру ATP (0–0)          |
| Серія 250 Світового туру ATP (0–2)          |

| Титули за покриттям |
| ------------------- |
| Тверде (0–2)        |
| Ґрунт (0–0)         |
| Трава (0–0)         |
| Килим (0–0)         |

| Титули за типом корту |
| --------------------- |
| Відкритий (0–2)       |
| Закритий (0–0)        |

| Результат | В-П | Дата     | Турнір            | Рівень           | Покриття | Партнер       | Суперники              | Рахунок                |
| --------- | --- | -------- | ----------------- | ---------------- | -------- | ------------- | ---------------------- | ---------------------- |
| Поразка   | 0–1 | Жов 2006 | Стокгольм, Швеція | Серія Інтернешнл | Тверде   | Олів'є Рохус  | Пол Генлі Кевін Ульєтт | 6–7(2–7), 4–6          |
| Поразка   | 0–2 | Лип 2010 | Атланта, США      | Серія 250        | Тверде   | Роган Бопанна | Скотт Ліпскі Ражів Рам | 3–6, 7–6(7–4), [10–12] |

## Фінали ATP Челленджер і ITF Ф'ючерс

### Одиночний розряд: 16 (11–5)
| Легенда              |
| -------------------- |
| ATP Челленджер (9–4) |
| ITF Ф'ючерс (2–1)    |

| Фінали за покриттям |
| ------------------- |
| Тверде (5–1)        |
| Ґрунт (6–4)         |
| Трава (0–0)         |
| Килим (0–0)         |

| Результат | В-П  | Дата     | Турнір                            | Рівень     | Покриття | Суперник              | Рахунок                  |
| --------- | ---- | -------- | --------------------------------- | ---------- | -------- | --------------------- | ------------------------ |
| Поразка   | 0–1  | Сер 2001 | Люксембург F2, Люксембург         | Ф'ючерс    | Ґрунт    | Дордан Добль          | 4–4 ret.                 |
| Перемога  | 1–1  | Бер 2002 | Франція F6, Лілль                 | Ф'ючерс    | Тверде   | Жером Енель           | 7–6(7–3), 7–6(7–3)       |
| Перемога  | 2–1  | Чер 2002 | Німеччина F6, Обервайлер-Тіфенбах | Ф'ючерс    | Ґрунт    | Даніель Ельснер       | 6–1, 1–0 ret.            |
| Перемога  | 3–1  | Сер 2002 | Женева, Швейцарія                 | Челленджер | Ґрунт    | Гало Бланко           | 6–2, 6–2                 |
| Перемога  | 4–1  | Тра 2003 | Загреб, Хорватія                  | Челленджер | Ґрунт    | Рубен Рамірес Ідальго | 6–1, 4–6, 6–0            |
| Перемога  | 5–1  | Жов 2003 | Гронінген, Нідерланди             | Челленджер | Тверде   | Йоахім Йоханссон      | 6–4, 6–4                 |
| Поразка   | 5–2  | Кві 2004 | Барселона, Іспанія                | Челленджер | Ґрунт    | Стен Вавринка         | 4–6, 3–6                 |
| Поразка   | 5–3  | Кві 2005 | Пейджет, Бермудські Острови       | Челленджер | Ґрунт    | Томаш Зіб             | 7–6(10–8), 6–7(6–8), 1–6 |
| Поразка   | 5–4  | Лип 2005 | Схевенінген, Нідерланди           | Челленджер | Ґрунт    | Мелле ван Ґемерден    | 4–6, 3–6                 |
| Поразка   | 5–5  | Жов 2007 | Монс, Бельгія                     | Челленджер | Тверде   | Ернестс Гулбіс        | 5–7, 3–6                 |
| Перемога  | 6–5  | Лют 2008 | Вроцлав, Польща                   | Челленджер | Тверде   | Юрген Мельцер         | 6–4, 3–6, 6–3            |
| Перемога  | 7–5  | Сер 2008 | Женева, Швейцарія                 | Челленджер | Ґрунт    | Юрій Щукін            | 6–2, 6–1                 |
| Перемога  | 8–5  | Вер 2008 | Дюссельдорф, Німеччина            | Челленджер | Ґрунт    | Андреас Бек           | 6–0, 6–3                 |
| Перемога  | 9–5  | Вер 2008 | Гренобль, Франція                 | Челленджер | Тверде   | Олександр Сидоренко   | 6–4, 6–3                 |
| Перемога  | 10–5 | Бер 2009 | Безансон, Франція                 | Челленджер | Тверде   | Андреас Бек           | 6–2, 6–7(8–10), 6–3      |
| Перемога  | 11–5 | Лип 2009 | Схевенінген, Нідерланди           | Челленджер | Ґрунт    | Альберт Монтаньєс     | 4–2 ret.                 |

### Парний розряд: 10 (7–3)
| Легенда              |
| -------------------- |
| ATP Челленджер (4–3) |
| ITF Ф'ючерс (3–0)    |

| Фінали за покриттям |
| ------------------- |
| Тверде (1–2)        |
| Ґрунт (6–1)         |
| Трава (0–0)         |
| Килим (0–0)         |

| Результат | В-П | Дата     | Турнір                         | Рівень     | Покриття | Партнер                 | Суперники                               | Рахунок               |
| --------- | --- | -------- | ------------------------------ | ---------- | -------- | ----------------------- | --------------------------------------- | --------------------- |
| Перемога  | 1–0 | Січ 2001 | Франція F2, Анже               | Ф'ючерс    | Ґрунт    | Вім Нефс                | Віталій Швець Реля Дулич-Фішер          | 6–1, 6–3              |
| Перемога  | 2–0 | Лют 2001 | Франція F4, Довіль (Кальвадос) | Ф'ючерс    | Ґрунт    | Вім Нефс                | Кім Тіїлікайнен Ян Вайнцірль            | 6–3, 7–6(7–3)         |
| Перемога  | 3–0 | Сер 2001 | Нідерланди F1, Енсхеде         | Ф'ючерс    | Ґрунт    | Стефан Ваутерс          | Барт де Ґір Міхел Конінґ                | 7–6(7–4), 6–1         |
| Перемога  | 4–0 | Бер 2005 | Барлетта, Італія               | Челленджер | Ґрунт    | Том Ванхудт             | Юрій Щукін Лукаш Длоуги                 | 6–4, 5–7, 7–5         |
| Поразка   | 4–1 | Лип 2005 | Схевенінген, Нідерланди        | Челленджер | Ґрунт    | Стів Дарсіс             | Жульєн Беннето Едуар Роже-Васслен       | 7–5, 5–7, 6–7(5–7)    |
| Перемога  | 5–1 | Бер 2007 | Санрайз, США                   | Челленджер | Тверде   | Константінос Ікономідіс | Себастьян Прієто Хуан Мартін дель Потро | 6–3, 6–4              |
| Поразка   | 5–2 | Сер 2007 | Стамбул, Туреччина             | Челленджер | Тверде   | Дік Норман              | Джеймс Окленд Росс Гатчінс              | 7–5, 6–7(5–7), [7–10] |
| Поразка   | 5–3 | Бер 2008 | Санрайз, США                   | Челленджер | Тверде   | Петер Весселс           | Янко Типсаревич Душан Вемич             | 2–6, 6–7(6–8)         |
| Перемога  | 6–3 | Сер 2008 | Фройденштадт, Німеччина        | Челленджер | Ґрунт    | Дік Норман              | Райнер Айцінґер Армін Зандбіхлер        | 6–3, 6–3              |
| Перемога  | 7–3 | Тра 2010 | Туніс (місто), Туніс           | Челленджер | Ґрунт    | Джефф Кутзе             | Джеймс Серретані Аділ Шамасдін          | 7–6(7–3), 6–3         |

## Юніорські фінали турнірів Великого шолома

### Парний розряд: 1 (1 перемога)
| Результат | Рік  | Турнір               | Покриття | Партнер      | Суперники                  | Рахунок       |
| --------- | ---- | -------------------- | -------- | ------------ | -------------------------- | ------------- |
| Перемога  | 2000 | Вімблдонський турнір | Трава    | Домінік Коен | Ендрю Бенкс Бенджамін Рібі | 6–3, 1–6, 6–3 |

## Досягнення
| W | Ф | ПФ | ЧФ | #Р | КТ | К# | P# | DNQ | A | Z# | PO | G | S | B | NMS | NTI | P | NH |

### Одиночний розряд
| Турніри Великого шолома                |     |     |     |      |     |     |     |     |        |       |     |
| Відкритий чемпіонат Австралії з тенісу | К2р | К3р | К1р | 3р   | 1р  | 2р  | 1р  | 1р  | 0 / 5  | 3–5   | 38% |
| Відкритий чемпіонат Франції з тенісу   | К1р | 1р  | 2р  | 1р   | 3р  | 1р  | 1р  | 1р  | 0 / 7  | 3–7   | 30% |
| Вімблдонський турнір                   | К1р | 1р  | К1р | 2р   | 2р  | 1р  | 2р  | 1р  | 0 / 6  | 3–6   | 33% |
| Відкритий чемпіонат США з тенісу       | 1р  | 1р  | К1р | 1р   | 1р  |     |     | 1р  | 0 / 5  | 0–5   | 0%  |
| В-П                                    | 0–1 | 0–3 | 1–1 | 3–4  | 3–4 | 1–3 | 1–3 | 0–4 | 0 / 23 | 9–23  | 28% |
| Тур ATP Мастерс 1000                   |     |     |     |      |     |     |     |     |        |       |     |
| Індіан-Веллс                           |     |     |     | 2р   | 1р  |     |     |     | 0 / 2  | 1–2   | 33% |
| Відкритий чемпіонат Маямі з тенісу     | К2р |     |     | 3р   | 1р  | 1р  |     |     | 0 / 3  | 2–3   | 40% |
| Монте-Карло                            |     |     |     | 3р   | 3р  | 2р  | 1р  |     | 0 / 4  | 5–4   | 56% |
| Мадрид                                 |     | 1р  |     | 3р   | К2р |     |     |     | 0 / 2  | 2–2   | 50% |
| Рим                                    | К2р |     |     |      | К1р |     |     |     | 0 / 0  | 0–0   | –   |
| Гамбург                                |     |     |     | 2р   | К1р | 1р  | НСМ | НСМ | 0 / 2  | 1–2   | 33% |
| Мастерс Канада                         |     |     |     | 1р   |     |     |     |     | 0 / 1  | 0–1   | 0%  |
| Мастерс Цинциннаті                     |     |     |     | 2р   |     |     |     |     | 0 / 1  | 1–1   | 50% |
| Париж                                  |     | К1р | 2р  | 2р   | К2р | К1р |     |     | 0 / 2  | 2–2   | 50% |
| В-П                                    | 0–0 | 0–1 | 1–1 | 10–8 | 2–3 | 1–3 | 0–1 | 0–0 | 0 / 17 | 14–17 | 45% |

### Парний розряд
| Турніри Великого шолома                |     |     |     |     |     |     |     |     |        |       |     |
| Відкритий чемпіонат Австралії з тенісу |     |     |     | 2р  | 2р  | 2р  | 1р  | 1р  | 0 / 5  | 3–5   | 38% |
| Відкритий чемпіонат Франції з тенісу   | 2р  |     |     | 2р  | 3р  | 1р  |     | 1р  | 0 / 5  | 4–5   | 44% |
| Вімблдонський турнір                   | К1р |     |     | 2р  | 2р  | 1р  |     | 1р  | 0 / 4  | 2–4   | 33% |
| Відкритий чемпіонат США з тенісу       |     |     |     | 3р  | 2р  |     |     | 1р  | 0 / 3  | 3–3   | 50% |
| В-П                                    | 1–1 | 0–0 | 0–0 | 5–4 | 5–4 | 1–3 | 0–1 | 0–4 | 0 / 17 | 12–17 | 41% |